# Marcus Malone
Marcus Malone (29. července 1944 – 12. října 2021) byl americký perkusionista. V roce 1967 byl jedním ze zakládajících členů skupiny Santana Blues Band, kterou vedl kytarista Carlos Santana. Malone ze skupiny však počátkem roku 1969 odešel, neboť byl odsouzen za trestný čin a poslán do věznice San Quentin. Přestože se skupinou nenahrál žádné album, je například spoluautorem skladby „Soul Sacrifice“ z prvního alba skupiny nazvaného Santana. Když se z vězení vrátil, již nikdy nesehnal seriozní práci a na dlouhá léta se stal bezdomovcem. V roce 2013 se s ním Santana setkal a později řekl, že s ním chce opět začít spolupracovat. K žádné spolupráci však nedošlo.